# Commandos in azione
Commandos in azione (Einer spielt falsch) è un film del 1966 diretto da Menahem Golan.
È un film drammatico tedesco e israeliano con Audie Murphy, George Sanders e Marianne Koch.

## Trama
Cairo, Egitto. Mike Merrick è un agente americano che viene mandato ad un incontro con il professor Schlieben, uno scienziato tedesco. Durante la missione scopre che il professore è un neo-nazista che sta sviluppando un razzo a testata nucleare da usare contro il mondo occidentale. Merrick ora deve distruggere i piani nascosti nel laboratorio di Schlieben. Le cose si complicano ulteriormente quando alcuni radicali musulmani insistono per distruggere il razzo ed uccidere Merrick. Dopo essersi innamorato della figlia di Schlieben, Helga, egli deve fuggire in Medio Oriente e, coadiuvato da altre agenzie di intelligence, tentare di sconfiggere i piani dello scienziato.

## Produzione
Il film, diretto da Menahem Golan su una sceneggiatura di Marc Behm e Alexander Ramati, fu prodotto da Menahem Golan per la Central Cinema Company Film e la Noah Films e girato in Israele. Il titolo di lavorazione fu Im Koffer nach Kairo.

## Distribuzione
Il film fu distribuito con il titolo Einer spielt falsch in Germania Ovest dal 3 giugno 1966 al cinema dalla Constantin Film.
Alcune delle uscite internazionali sono state:
- in Austria nel giugno del 1966 (Einer spielt falsch)
- negli Stati Uniti il 28 dicembre 1966 (Trunk to Cairo, première a New York, distribuito dalla American International Pictures)
- in Svezia il 13 marzo 1967 (Destination Cairo)
- in Finlandia il 29 novembre 1968
- in Portogallo il 18 ottobre 1971 (Mala Diplomática para o Cairo)
- in Israele (Mivtza Kahir)
- in Grecia (Epiheirisis stohos Kairo)
- in Francia (La malle du Caire)
- in Brasile (Missão Secreta no Cairo)
- in Italia (Commandos in azione)